# Rhyacia augurides
Rhyacia augurides är en fjärilsart som beskrevs av Rothschild 1914. Rhyacia augurides ingår i släktet Rhyacia och familjen nattflyn. Inga underarter finns listade.